# 69e division d'infanterie (États-Unis)
Pour les articles homonymes, voir 69e division d'infanterie.
La 69e division d'infanterie (69th Infantry Division) est une division de l'US Army créée à l'occasion de la Seconde Guerre mondiale.

## Histoire
- Activation : 15 mai 1943 ;
- Départ pour l'Europe : décembre 1944 ;
- Jours de combat : 86 ;
- Désactivation : 16 septembre 1945.

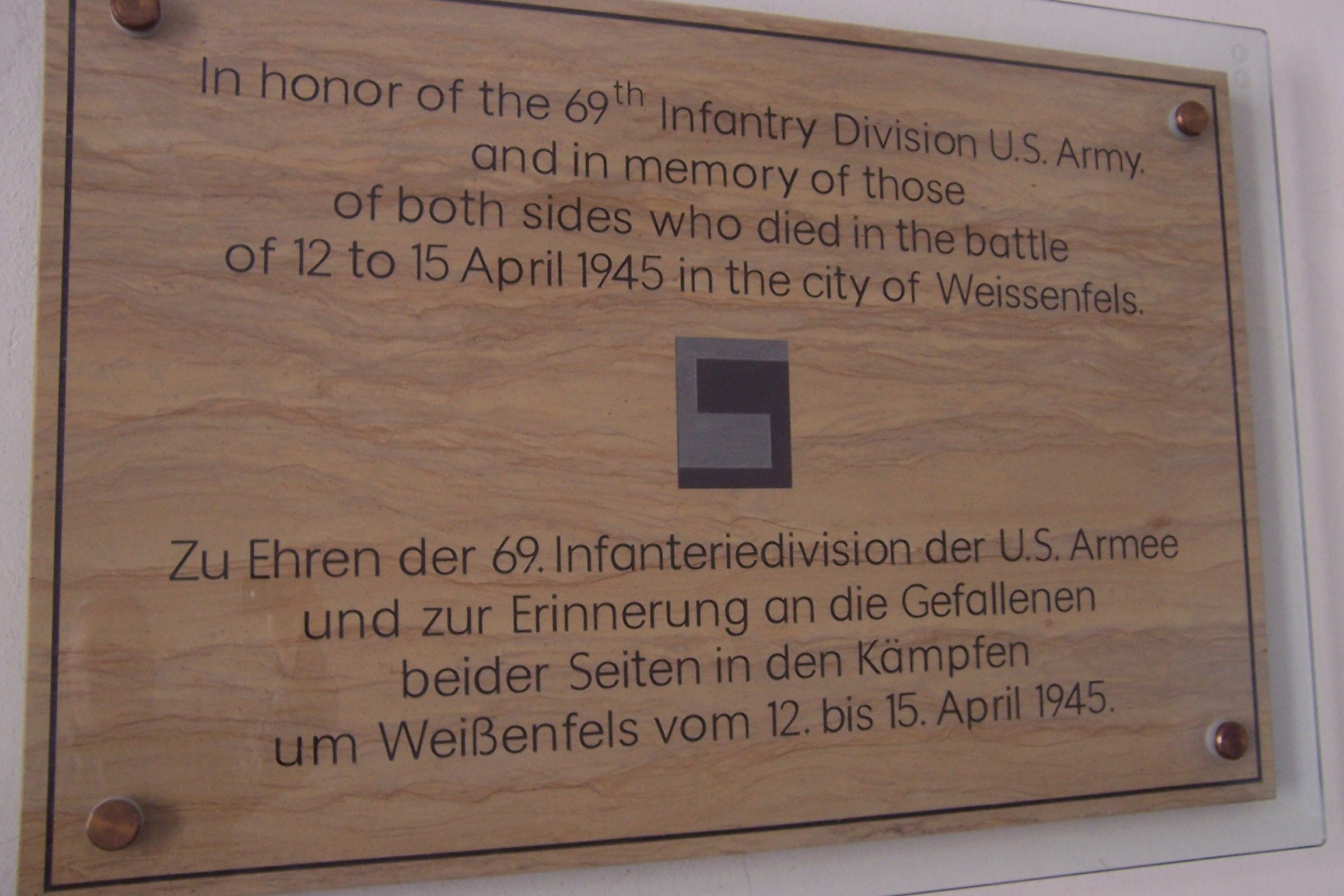
Panneau à Weissenfels rappelant la prise de la ville par la division.

L'unité arrive en Angleterre le 12 décembre 1944 où elle prolonge son entraînement avant d'être envoyée en France, débarquant au Havre le 24 janvier 1945 pour ensuite se diriger vers la Belgique pour relever la 99e division d'infanterie. Dans un premier temps, elle occupe des positions défensives face à la ligne Siegfried. Elle passe à l'offensive à la fin du mois de février, prenant Schmidtheim et Dahlem le 7 mars. Le 27 mars, elle traverse le Rhin et s'empare de la forteresse d'Ehrenbreitstein. Le 7 avril, elle relève la 80e division d'infanterie à Cassel, prend Hann. Münden le lendemain avant de conquérir Weißenfels le 14 avril, en dépit d'une forte résistance. Elle livre d'importants combats de rue lors de la prise de Leipzig le 18 avril et avance jusqu'à Eilenbourg qui tombe le 23 avril, sécurisant la rive est de la Mulde. Lors de patrouilles entre ce cours d'eau et l'Elbe, elle est la première unité américaine à entrer en contact avec les éléments avancés de la 5e armée de la garde soviétique près de Riesa puis à Torgau lors de l'Elbe Day, le 25 avril. Jusqu'au 8 mai, la division remplit des missions de patrouille puis participe à l'occupation de l'Allemagne jusqu'en septembre 1945.
Entre 1954 et 1956, elle est brièvement réactivée comme division d'entraînement à Fort Dix, dans le New Jersey.

### Lien externe

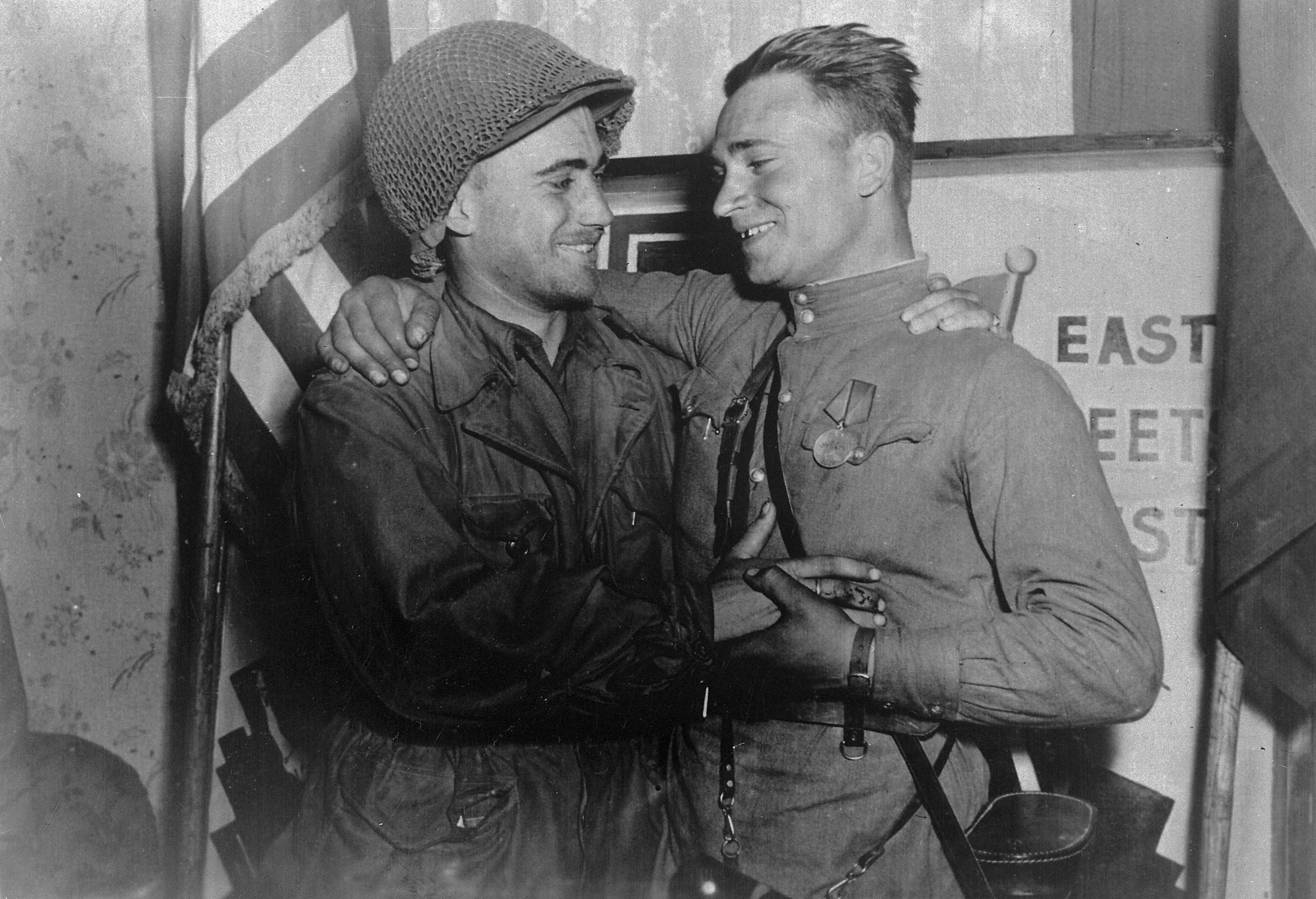
Alexandre Oustinov, photographie symbolique entre le lieutenant William Robertson de la et le lieutenant soviétique Alexander Silvashko deux jours après leur rencontre à Torgau, lieu officiel de la jonction entre l'armée américaine et l'armée soviétique en avril 1945.